# DB V 45 sorozat
   Nem összekeverendő a Bombardier Transportation DB 245 sorozatával!
A DB V 45 sorozat, később DB 245 sorozat egy német B tengelyelrendezésű, dízelhidraulikus erőátvitelű dízelmozdonysorozat volt. 1956-ban 10 db-ot gyártott belőle a SACM. A Deutsche Bahn 1980-ig selejtezte a sorozatot.